# Pythodoris de Trallès
Pythodoris (en grec ancien : Πυθοδωρίς), également connue sous le nom de Pythodoris de Trallès (née vers 29 av. J.-C. à Smyrne et morte vers 33 à Sinope), est une reine du Pont qui règne de 8 av. J.-C. à 21.

## Biographie

### Origine
Pythodoris est une fille de l'ethnarque Pythodoros de Trallès, notable de Nyssa, et d'Antonia de Trallès dite aussi « Antonia Evergète de Smyrne » qui est la fille putative de Marc Antoine et de sa seconde épouse Antonia Hybrida Minor, fille de Caius Antonius Hybrida.

### Reine
Strabon, son contemporain, décrit Pythodoris, comme « une femme de grand sens, douée d'une véritable capacité administrative ». Elle épouse en premières noces vers 13 av. J.-C. le roi Polémon Ier du Pont. Elle règne seule après sa mort en 8 av. J.-C. sous le protectorat romain.
Toujours selon Strabon, Pythodoris a annexé à ses États toute la contrée qui touche aux pays barbares qu'elle possédait déjà. Elle y avait réuni de même la Zélitide et la Mégalopolitide. Quant à Cabires, dont Pompée avait fait une ville sous le nom nouveau de Diospolis, elle l'a encore agrandie, et, changeant une troisième fois son nom, l'a érigée en capitale de ses États.
Phythodoris épouse en second mariage Archélaos de Cappadoce. Cette union politique entre deux de ses alliés déplaît à Rome, qui place alors son royaume sous son administration directe.

## Famille

### Mariage et enfants
De son union avec Polémon Ier, Pythodoris est la mère de :
- Artaxias III Zénon, roi d'Arménie ;
- Marcus Antonius Polemo Ier Philopator, mort après (41 ap. J.-C.), corégent du royaume du Pont ;
- Antonia Tryphaena, reine titulaire du Pont.

Après la mort de son premier mari, elle épouse en secondes noces Archélaos de Cappadoce.